# Lelys Stanley Martínez Duany
Lelys Stanley Martínez Duany (Santiago de Cuba, 10 de julio de 1985) es un ajedrecista cubano que obtuvo el título de Gran Maestro en 2009. En el ranking de la Federación Internacional de Ajedrez (FIDE) de noviembre de 2016, tenía un Elo de 2512 puntos, lo que le convertía en el jugador número 12 (en activo) de Cuba y 617 del mundo. Su máximo Elo fue de 2543 puntos, en la lista del noviembre de 2009 (posición 498 en el ranking mundial).

## Palmarés
Se inició en el ajedrez a los ocho años y en 2002 fue campeón juvenil de Cuba. En 2008 fue subcampeón absoluto de Cuba, donde perdió la final ante Yuniesky Quezada. Al año siguiente ganó el Abierto Internacional de La Pobla de Lillet con 7½ puntos de 9, los mismos que Jaime Alexander Cuartas pero con mejor desempate y en agosto de 2010 fue campeón también en el Abierto Internacional de Figueras con 7½ puntos de 9, superando en el desempate al Gran Maestro Levan Aroshidze. En julio de 2012 fue subcampeón del Abierto de Torredembarra con 7½ puntos de 9, donde se alzó con el triunfo Juan Carlos Obregon Rivero.